# Klinck-Nunatak
Der Klinck-Nunatak ist ein rund 1800 m hoher und isolierter Nunatak im Palmerland auf der Antarktischen Halbinsel. Er ragt zwischen den Blanchard-Nunatakkern und den Holmes Hills auf.
Der United States Geological Survey kartierte ihn anhand von Luftaufnahmen der United States Navy aus den Jahren von 1966 bis 1969. Das Advisory Committee on Antarctic Names benannte ihn 1977 nach dem Baumechaniker Jay Childs Klinck (1943–2011), der 1970 auf der Palmer-Station und 1973 auf der Siple-Station tätig war.